# Violetter Sonnenzeiger

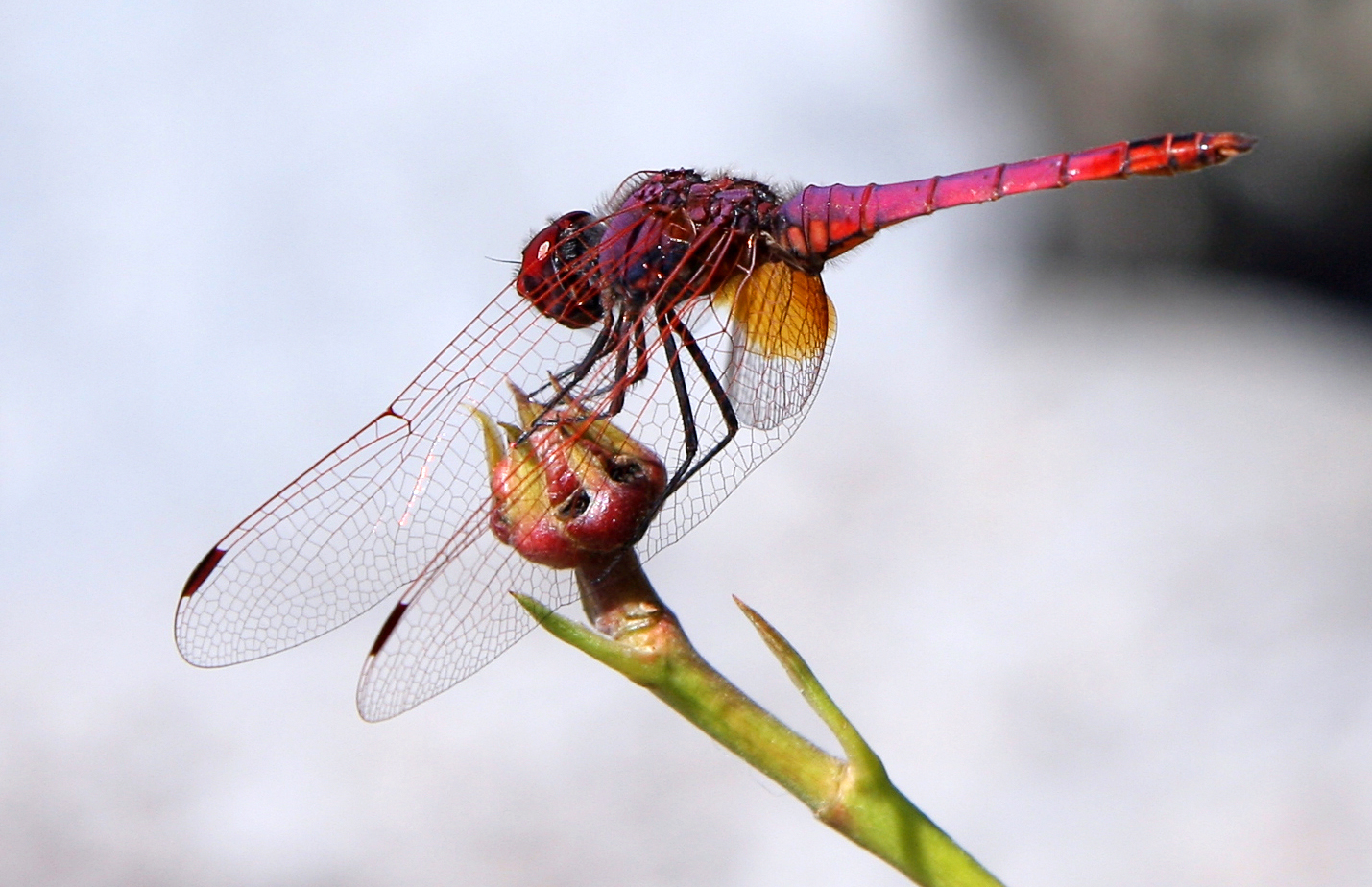
Typisch ist der orangegelbe Fleck auf den Hinterflügeln

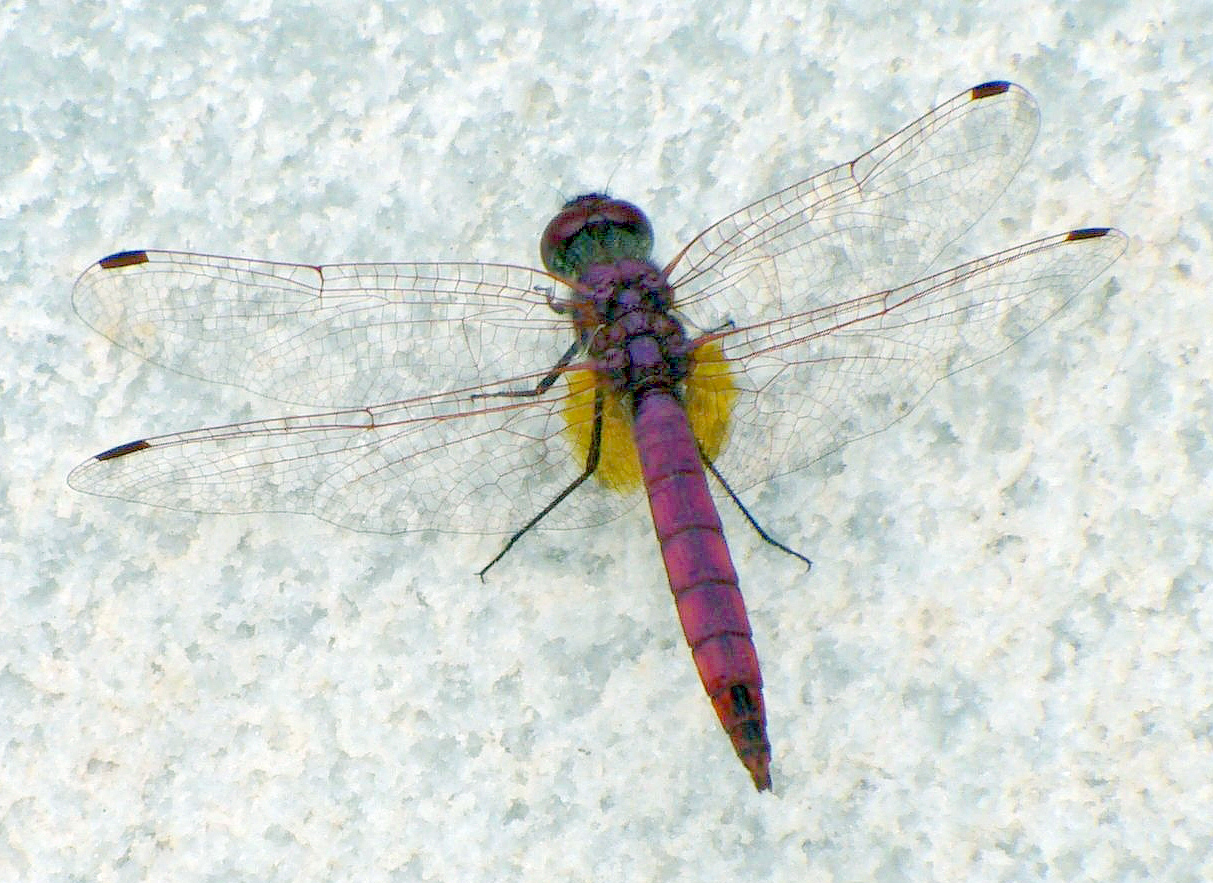
Männchen in der Rückenansicht

Der Violette Sonnenzeiger (Trithemis annulata), manchmal auch Violetter Sonnendeuter oder Rotviolette Segellibelle, ist eine Großlibellenart aus der Familie der Segellibellen (Libellulidae).

## Merkmale

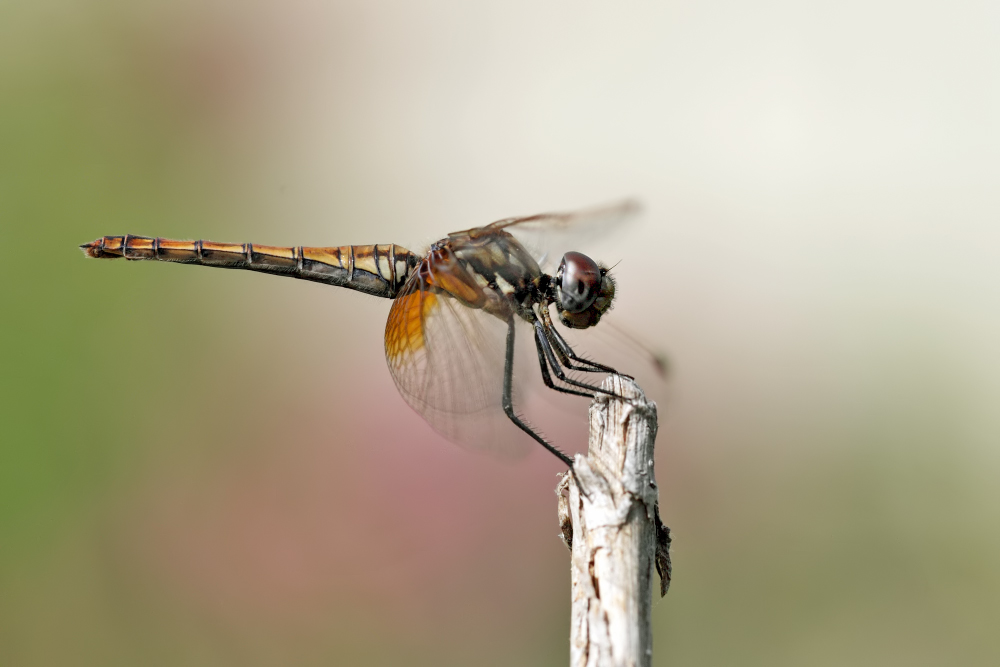
Violetter Sonnenzeiger, Weibchen

Der Violette Sonnenzeiger hat eine Flügelspannweite von durchschnittlich sechs bis sieben Zentimetern. Das Männchen ist fast zur Gänze rot. Die Queradern der Flügelvorderränder und auch andere Adern und das Pterostigma sind auffällig rot. Der Hinterleib ausgefärbter männlicher Tiere erscheint durch eine dünne Wachsschicht leuchtend rot-violett. Die Weibchen und auch die jungen Männchen sind gelbbraun, bis auf eine feine, schwarze Rückenlinie und schmale, schwarze Ringe. An den letzten drei Segmenten ist der Rückenteil ebenfalls schwarz gefärbt. Die Hinterflügel von Männchen und Weibchen zeigen je einen großen, orangegelben Basalfleck.

## Ähnliche Arten
Alle Sympetrum-Arten, besonders Arten mit ebenfalls gelber Flügelfleckung und/oder roter Äderung, wie die Frühe Heidelibelle (Sympetrum fonscolombii), sind recht ähnlich.

## Vorkommen
Die anspruchslose, invasive Art lebt an stehenden und fließenden Gewässern in Nordafrika, Westafrika, Westasien und seit wenigen Jahrzehnten auch in Südeuropa, vor allem auf der Iberischen Halbinsel. Sie vollzieht derzeit eine eindeutige Ausbreitung in Richtung Norden und Westen. Mittlerweile kommt sie auch in Südfrankreich vor, wo bereits das Rhônetal besiedelt wird.

## Lebensweise
Die Männchen sitzen gerne auf Steinen und Pflanzen nahe am Ufer. Die Imagines fliegen von April bis November.

## Fortpflanzung
Die Paarung findet innerhalb weniger Sekunden im Flug statt. Die anschließende Eiablage erfolgt im Einzelflug unter der Bewachung des Männchens. Mit wippenden Bewegungen fliegt das Weibchen ca. 71 Sekunden andauernde Runden, dicht über der Wasseroberfläche und tippt mit dem Ende ihres Abdomens etwa alle 2,5 Sekunden ins Wasser ein. Durchschnittlich werden so 924 Eier abgegeben. Das Männchen kreist dabei um das Weibchen herum und vertreibt jeden sich ihr nähernden Konkurrenten. Wird das Weibchen von einem Konkurrenten gestört, fliegt es auf und davon.
Die Eier sind grün und etwa 0,41 × 0,25 mm groß. In der Regel durchlaufen die Larven 11 Stadien. Der Zeitraum von der Eiablage bis zur flugfähigen Libelle beträgt durchschnittlich 52 Tage. Somit sind mehrere Generation im Laufe eines Jahres möglich.